# Martin Wolfram
Martin Wolfram (Dresde, 29 de enero de 1992) es un deportista alemán que compite en saltos de trampolín y plataforma.
Ganó tres medallas en el Campeonato Europeo de Natación entre los años 2013 y 2021.
Participó en tres Juegos Olímpicos de Verano, ocupando el octavo lugar en Londres 2012 (plataforma 10 m), el quinto en Río de Janeiro 2016 (plataforma 10 m) y el séptimo en Tokio 2020 (trampolín 3 m).

## Palmarés internacional
| Campeonato Europeo | Campeonato Europeo | Campeonato Europeo | Campeonato Europeo       |
| Año                | Lugar              | Medalla            | Prueba                   |
| ------------------ | ------------------ | ------------------ | ------------------------ |
| 2013               | Rostock (Alemania) | Medalla de plata   | Trampolín 1 m Plataforma |
| 2015               | Rostock (Alemania) | Medalla de oro     | Plataforma 10 m          |
| 2021               | Budapest (Hungría) | Medalla de bronce  | Trampolín 3 m            |